# Mayreau

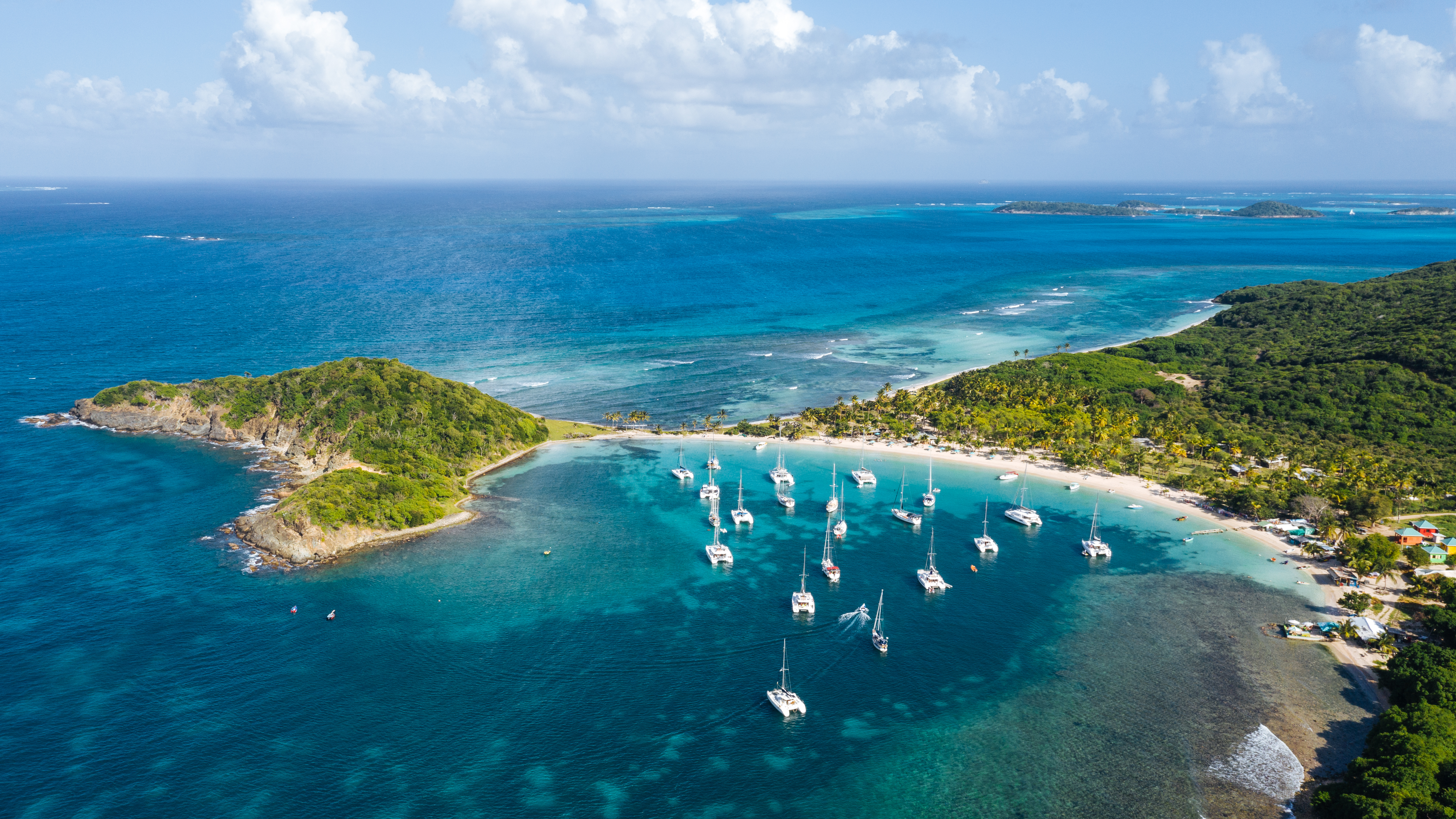
Mayreau, San Vicente y las Granadinas.

Mayreau, es una isla ubicada en el sureste del mar Caribe, que geográficamente pertenece al Archipiélago de las Granadinas y políticamente es parte del país de San Vicente y las Granadinas.
Es una isla pequeña de aproximadamente 1,5 millas cuadradas, con una población que apenas alcanza las 300 personas, concentrada básicamente en la localidad de Old Wall en la parte alta del suroeste de la isla.
Es una Comunidad aislada ya que sólo se puede acceder a esta por vía marítima a través de botes, ante la falta de un aeropuerto.
El servicio de electricidad es algo reciente siendo apenas instalado a partir del año 2002, provista por un generador central. Las principales actividades económicas son el turismo y la pesca.